# نصب ذات العيون
نصب ذات العيون (بالإنجليزية: The eyes Monument) إحدى القطع الأثرية التي عثر عليها في محافظة تيماء في منطقة تبوك شمال غرب السعودية، وهي عبارة عن حجر تذكاري (شاهد قبر) منحوت عليه وجه بشري يعود للـقرن الخامس قبل الميلاد، ومنقوش عليه عبارة باللغة الآرامية "في ذكرى تيم ابن زيد".

## انظر ايضاً
- سيدة الفاو
- تمثال رجل المعاناة